# Sint-Clemenskerk (Klemskerke)

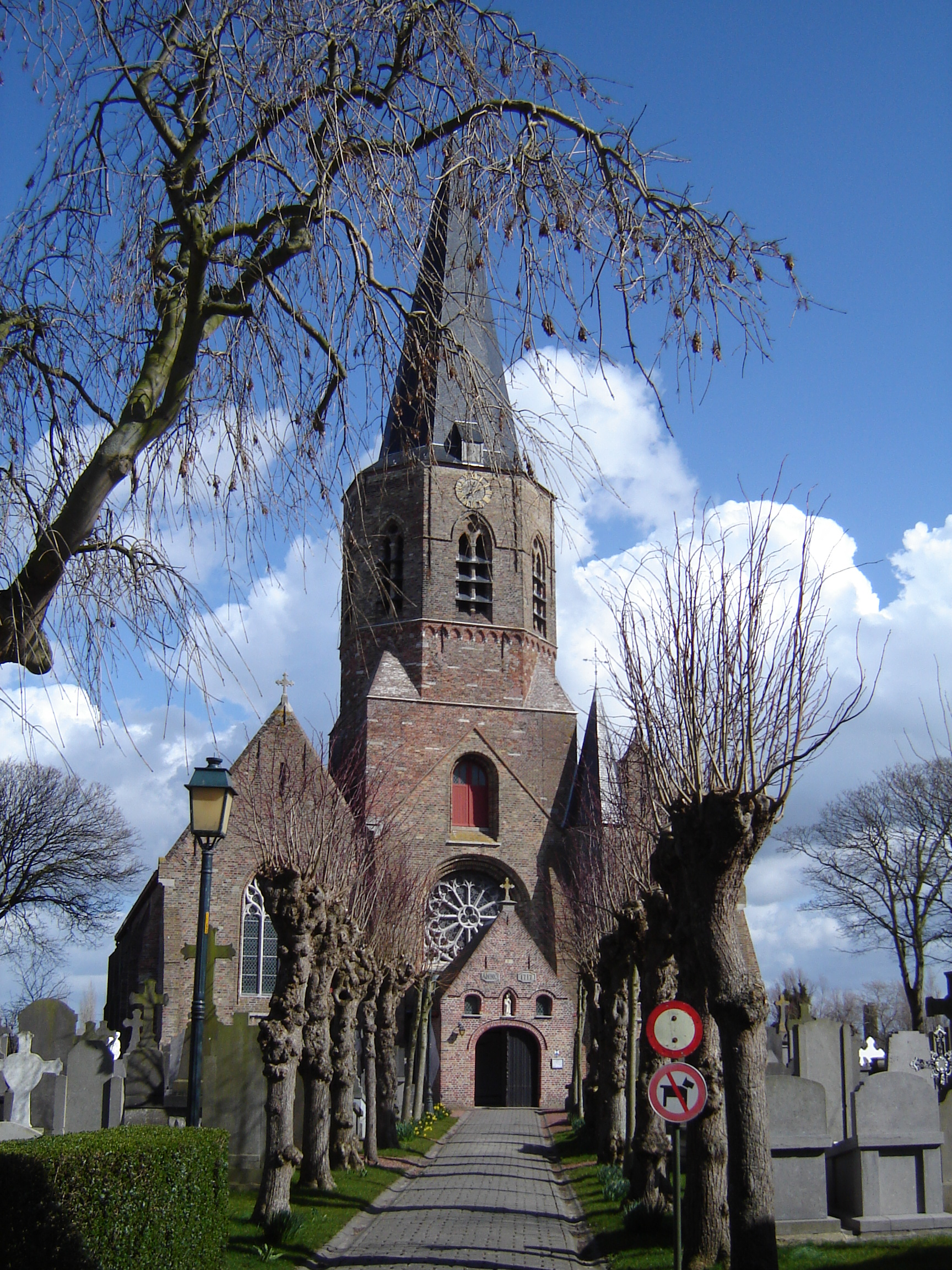
Sint-Clemenskerk

De Sint-Clemenskerk is de parochiekerk van de tot de West-Vlaamse gemeente De Haan behorende plaats Klemskerke. De kerk en Klemskerke zijn toegewijd aan paus Clemens I.

## Geschiedenis
Hoewel de parochie van Klemskerke al veel ouder is, gaat de huidige kerk terug tot de 13e en 14e eeuw. Toen werd een gotische kruiskerk met vieringtoren gebouwd. Omstreeks 1570 woedden de godsdienstoorlogen en werd de kerk vernield. In de 17e eeuw werd de kerk weer opgebouwd, maar het westelijke deel van het schip werd afgebroken, zodat de vieringtoren sindsdien als westtoren in gebruik is. Deze bestaat uit een vierkante onderbouw met daarop een achtkante geleding, gedekt met een naaldspits.
In 1717 werd een voorportaal aan de westtoren aangebouwd. In 1890-1895 werd het interieur vernieuwd en in 1902-1903 werd de buitenkant gerestaureerd, waarbij een roosvenster werd aangebracht.

## Gebouw
Het betreft een driebeukige bakstenen hallenkerk met ingebouwde westtoren. De plattegrond is nagenoeg rechthoekig. De kerk wordt omgeven door een ommuurd kerkhof.

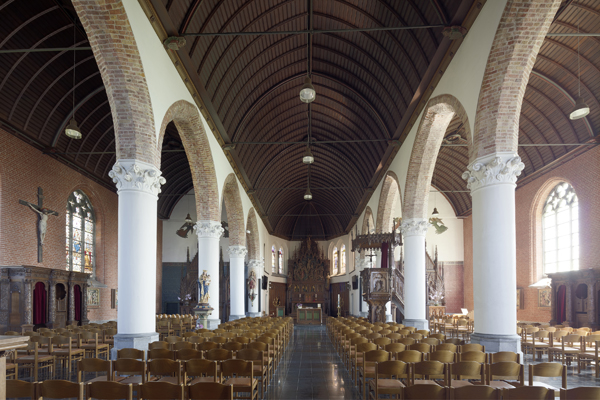
Interieur
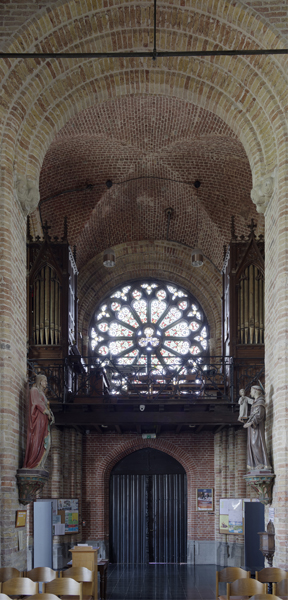
Interieur
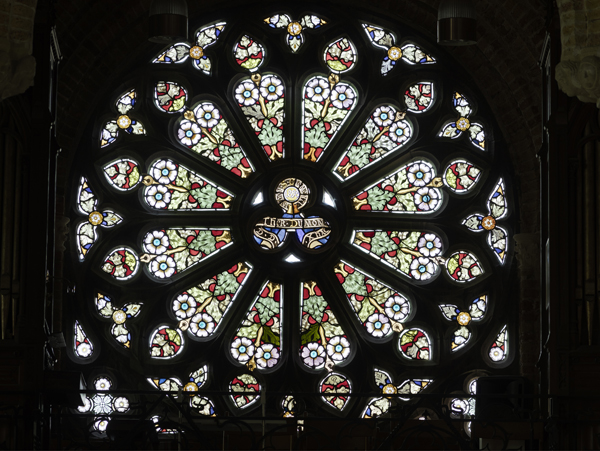
Glasraam
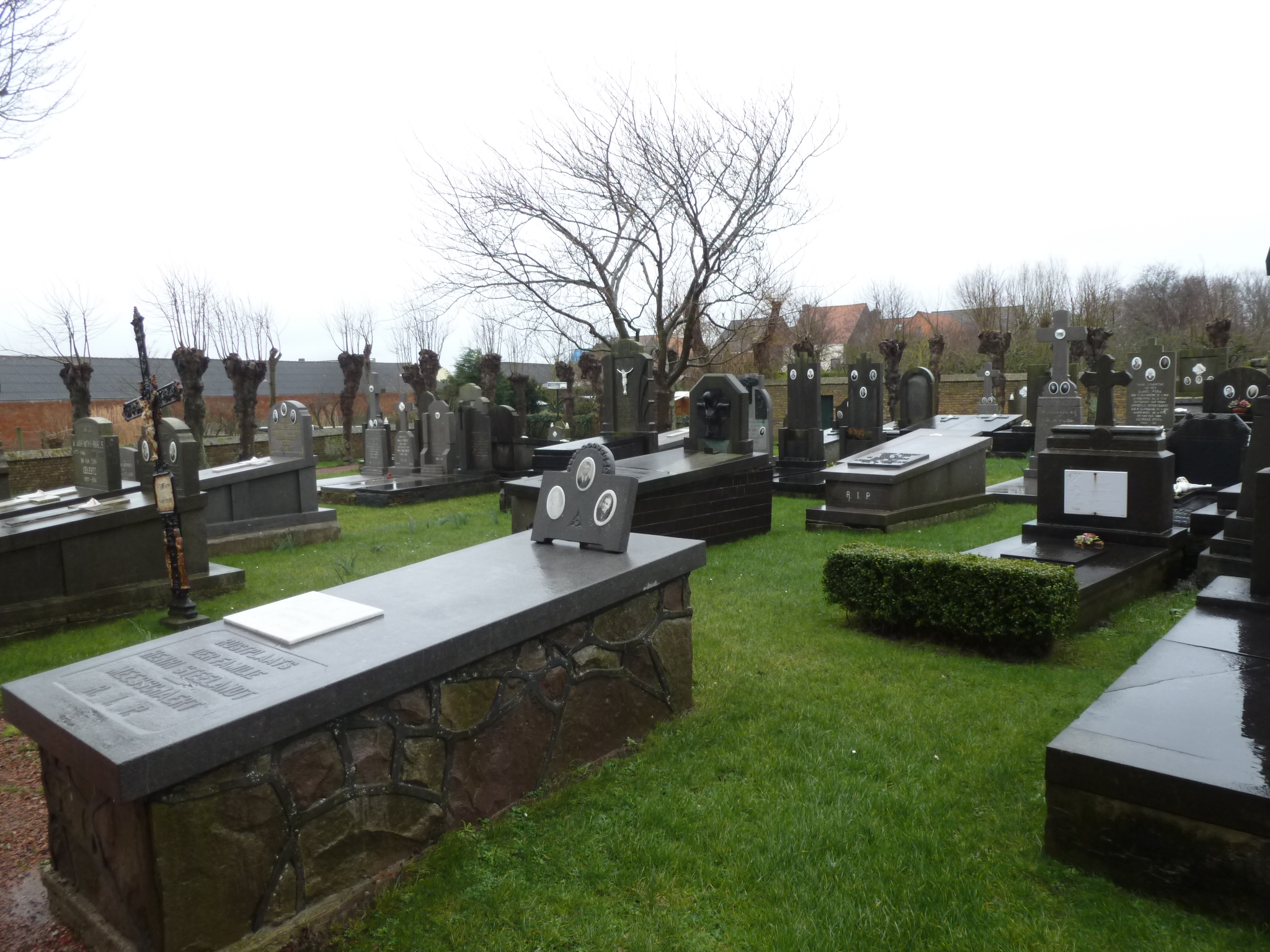
Kerkhof

## Interieur
De kerk bezit een tweetal 17e-eeuwse schilderijen: Wijding van Sint-Clemens en Doornenkroning voorstellende. Uit 1749 is er een schilderij: De Heilige Simon Stock ontvangt de Rozenkrans van Onze-Lieve-Vrouw.
Een Sint-Clemensbeeld in gepolychromeerd eikenhout is 16e-eeuws. Een Sint-Barbarabeeld, van hetzelfde materiaal, is 18e-eeuws. Er zijn biechtstoelen van 1652 en 1643. Ook is er een 17e-eeuwse kerkmeestersbank. Het orgel, in een neogotische orgelkast, werd vervaardigd door Maximilien Van Peteghem en Louis Hooghuys.

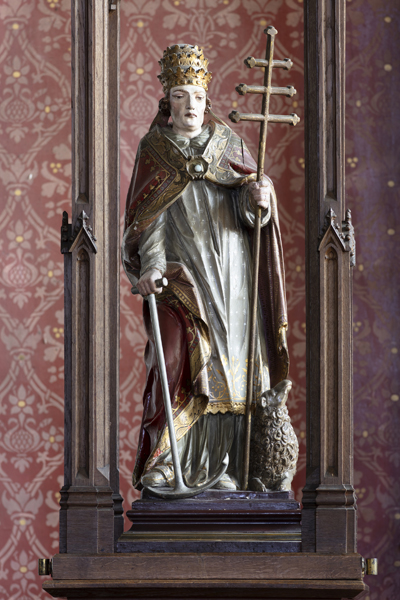
Sint Clemens
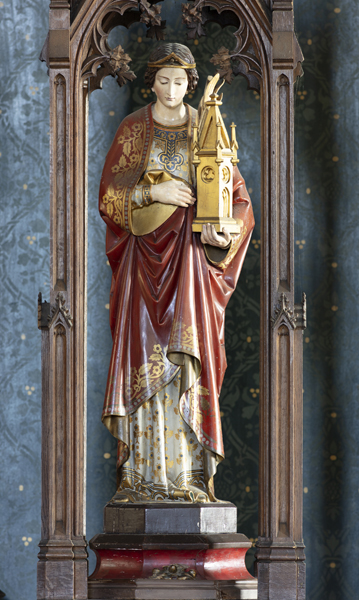
Sint Barbara
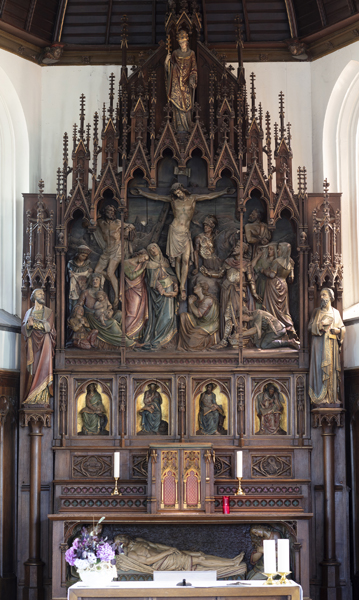
Retabel
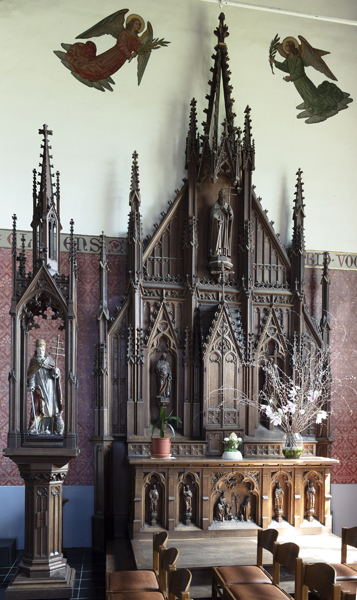
Zijaltaar